# Етаньєр
Етаньєр (фр. Étagnières) — громада  в Швейцарії в кантоні Во, округ Гро-де-Во.

## Географія
Громада розташована на відстані близько 75 км на південний захід від Берна, 8 км на північ від Лозанни.
Етаньєр має площу 3,8 км², з яких на 10,4% дозволяється будівництво (житлове та будівництво доріг), 74,5% використовуються в сільськогосподарських цілях, 14,9% зайнято лісами, 0,3% не є продуктивними (річки, льодовики або гори).

## Демографія
2019 року в громаді мешкало 1144 особи (+20,5% порівняно з 2010 роком), іноземців було 20,5%. Густота населення становила 303 осіб/км².
За віковим діапазоном населення розподілялося таким чином: 23,9% — особи молодші 20 років, 63,1% — особи у віці 20—64 років, 13% — особи у віці 65 років та старші. Було 473 помешкань (у середньому 2,4 особи в помешканні).
Із загальної кількості 654 працюючих 21 був зайнятий в первинному секторі, 191 — в обробній промисловості, 442 — в галузі послуг.